# Leonard Wood
Leonard Wood (Wínchester (USA), 9 d'octubre, 1860 - Boston (USA), 7 d'agost, 1927), va ser un metge i militar nord-americà que va servir com a cap de l'estat major de l'exèrcit dels Estats Units i com a governador general de Cuba i les Filipines. Als inicis de la seva carrera militar, va ser guardonat amb la Medalla d'Honor.

## Biografia
Va estudiar medicina a la Universitat Harvard i el 1885 va ingressar al cos de sanitat militar. L'any següent va servir contra els apatxes de Jerónimo, i quan la guerra hispano-americana va organitzar amb Theodore Roosevelt el regiment Rough Riders, amb el qual va prendre part en diverses accions. Després de la rendició de Santiago de Cuba, es va encarregar del govern militar de la ciutat i departament i el 1899 va ser nomenat governador general de Cuba, càrrec que va exercir fins a l'establiment de la República en aquella illa.
Mentrestant havia ascendit a general de brigada i en 1903 a general de divisió, sent enviat a les Filipines el mateix any i exercint allí diversos càrrecs d'importància, igual militars que civils.
El 1910 va ser ambaixador especial a la República Argentina, del 1910 al 1914 cap d'estat major de l'exèrcit dels Estats Units i quan la primera guerra mundial va servir a França.
En 1920 va figurar com a candidat a la presidència de la República dels Estats Units, però va ser derrotat i a l'any següent va demanar el retir, sent nomenat llavors governador general de les Filipines, càrrec en què va romandre fins a 1928, guanyant-se mala fama per les mesures cruels i antipopulars de la seva administració.

## Mort
El 1910 se li havia diagnosticat un meningioma benigne, del qual se'n va salvar gràcies al seu metge i amic Harvey Cushing, que va aconseguir allargar-li la vida dues dècades més. A Boston (Massachusetts), Leonard Wood va ser sotmès a cirurgia per un tumor cerebral. Va morir després de l'operació, el 7 d'agost de 1927. Les seves restes van ser sepultades al Cementiri Nacional d'Arlington.